# Christel Jenniches
Christel Jenniches (* 14. Oktober 1937; † 28. Februar 2011) war eine deutsche Amateur-Sängerin, die durch die Sendung TV total Bekanntheit erlangte. 
Christel Jenniches kam aus Zülpich-Nemmenich und war lange Jahre Mitglied des Stadtrats als Mitglied der FDP. In ihrer Freizeit nahm sie Gesangs- und Gitarren-Unterricht. Eines Nachts fiel ihr der Text zu ihrem späteren Song Ehrlichere Politiker ein. Ihr Neffe, der Pianist Theodor Pauß, komponierte eine eingängige Melodie dazu. Mit diesem Titel nahm sie 2002 in der Talente-Rubrik Morning Star beim Sat.1-Frühstücksfernsehen teil. Der eigentümliche Auftritt traf den Geschmack von Stefan Raab und jener lud sie daraufhin mehrmals in seine Sendung TV total ein, dort sang sie auch ihren Titel live zusammen mit den Heavytones. Der Song konnte sich schließlich in den deutschen Musikcharts auf Platz 63 platzieren.